# Kinaidologer
Kinaidologer (gr. kinaidolo'goi, ki'naidoi, lat. cincedi) kallades idkarna av en i Alexandria under 200-talet f.Kr. uppfunnen satirisk och parodierande diktart, närbesläktad med "flyakografin" och "sillografin". Huvudrepresentanten för den kinaidologiska poesin var den grekiska poeten Sotades.